# Schutzrechtsberühmung

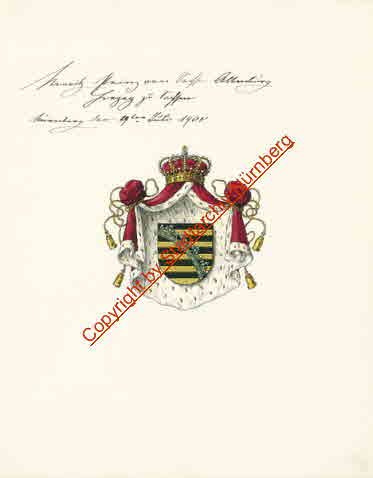
Das Stadtarchiv Nürnberg beansprucht ein nicht existierendes „Copyright“.

Mit der Schutzrechtsberühmung wird ein Schutzrecht aus dem Bereich der Immaterialgüterrechte beansprucht. Erfolgt sie unrechtmäßig, ist die Behauptung als Schutzrechtsanmaßung einzustufen und wird im juristischen Fachdiskurs auch als Copyfraud bezeichnet.
Mit der Schutzrechtsverwarnung, die insbesondere in der Form der Abmahnung erfolgen kann, wird ein Wettbewerber nachdrücklich darauf hingewiesen, dass er ein fremdes Schutzrecht verletzt.
Mit der Schutzrechtsklage wird gerichtlich eine Klärung über das Bestehen des Schutzrechtes angestrebt.

## Rechtslage in Deutschland
Erfolgt eine Schutzrechtsberühmung zu Unrecht, kann derjenige, der das Bestehen des Schutzrechtes für sich in Anspruch nimmt, unter Umständen für Schäden haftbar gemacht werden, die der Verwarnte oder Beklagte oder dessen Kunden dadurch erleiden.

### Deliktsrecht
Kein Schadensersatzanspruch besteht, wenn sich der potentielle Schutzrechtsinhaber lediglich mit einer sogenannten Berechtigungsanfrage an den potentiellen Verletzer wendet. Mit der für Berechtigungsfragen typischen Wendung, dass der potentielle Verletzer mitteilen solle, aus welchen Gründen er sich für berechtigt halte, das Schutzrecht nicht beachten zu müssen, wird nach einer Entscheidung des Landgerichts Mannheim kein Unterlassungsbegehren geltend gemacht.
Am 15. Juli 2005 entschied der Große Senat des Bundesgerichtshofs für Zivilsachen:

„Die unbegründete Verwarnung aus einem Kennzeichenrecht kann ebenso wie eine sonstige unberechtigte Schutzrechtsverwarnung unter dem Gesichtspunkt eines rechtswidrigen und schuldhaften Eingriffs in das Recht am eingerichteten und ausgeübten Gewerbebetrieb zum Schadensersatz verpflichten.“

Aus den Gründen:

„Das dem Schutzrechtsinhaber verliehene Ausschließlichkeitsrecht schließt jeden Wettbewerber von der Benutzung des nach Maßgabe der jeweiligen gesetzlichen Vorschriften definierten Schutzgegenstandes aus. Diese einschneidende, die Freiheit des Wettbewerbs begrenzende Wirkung des Ausschließlichkeitsrechts verlangt nach einem Korrelat, welches sicherstellt, dass der Wettbewerb nicht über die objektiven Grenzen hinaus eingeschränkt wird, durch die das Gesetz den für schutzfähig erachteten Gegenstand und seinen Schutzbereich bestimmt. Dieser notwendige Ausgleich zwischen dem durch Art. 14 GG verfassungsrechtlich geschützten Interesse des Schutzrechtsinhabers, sein Recht geltend machen zu können, und dem gleichfalls jedenfalls als Ausfluss der allgemeinen Handlungsfreiheit durch das Grundgesetz geschützten Interesse des Wettbewerbs, sich außerhalb des Schutzbereichs bestehender Rechte unter Beachtung der Gesetze frei entfalten zu können, wäre nicht mehr wirksam gewährleistet, wenn es dem Schutzrechtsinhaber gestattet wäre, aus einem Schutzrecht Schutz in einem Umfang zu beanspruchen, der ihm nicht zusteht, und wenn er den wirtschaftlichen Nutzen aus einer schuldhaften Verkennung des Umfangs des ihm zustehenden Schutzes ziehen dürfte, ohne für einen hierdurch verursachten Schaden seiner Mitbewerber einstehen zu müssen (vgl. zu letzterem BGHZ 38, 200, 204 – Kindernähmaschinen; BGHZ 62, 29, 33 – Maschenfester Strumpf).“

Der Rechtssicherheit dient die Vorschrift über Geschmacksmusterberühmung in § 59 Geschmacksmustergesetz:

„Wer eine Bezeichnung verwendet, die geeignet ist, den Eindruck zu erwecken, dass ein Erzeugnis durch ein Geschmacksmuster geschützt sei, ist verpflichtet, jedem, der ein berechtigtes Interesse an der Kenntnis der Rechtslage hat, auf Verlangen Auskunft darüber zu geben, auf welches Geschmacksmuster sich die Verwendung der Bezeichnung stützt.“

Vergleichbare Vorschriften sind § 146 Patentgesetz und § 30 Gebrauchsmustergesetz.

### Wettbewerbsrecht
Im gewerblichen Verkehr kann gegen die unberechtigte Behauptung von Schutzrechten auch aus dem Wettbewerbsrecht vorgegangen werden. Anspruchsgrundlage ist dann § 5 Gesetz gegen den unlauteren Wettbewerb, die irreführende geschäftliche Handlung.
Für behauptete urheberrechtliche Ansprüche stellen Dreier/Schulze fest:

„Unzutreffende Angaben können irreführend sein und gegen §§ 3, 5 UWG verstoßen. Wird jemand fälschlicherweise als Rechtsinhaber angegeben, der an dem Werk bzw. an der Leistung überhaupt kein Recht besitzt, ist dies nicht nur dann irreführend, wenn jemandem ein Produkt zugeordnet wird, mit dem er nichts zu tun hat (LG München I vom 28. Februar 1992, Az. 21 O 19381/91), sondern auch, wenn sich jemand fremde Rechte anmaßt. Die Irreführung kann auch darin liegen, dass Urheber- oder Leistungsschutzrechte, die gar nicht bestehen, durch solche Angaben behauptet werden. Dies wäre zudem ein Fall unzulässiger Schutzrechtsberühmung (LG München I vom 21. September 1995 Az: 7 O 1384/95).“

Bei dem letztgenannten Fall ging es darum, dass der angebrachte Copyright-Vermerk des Nachdruckers fremder gemeinfreier Noten irreführend war und gegen die §§ 1, 3 UWG alter Fassung verstieß (Dreier/Schulze § 2 Rdnr. 248).
Das Amtsgericht Schwäbisch Gmünd sprach 1995 einer Firma den Ersatz ihrer Anwaltskosten zu, die wegen eines in Deutschland urheberrechtlich nicht geschützten Plüsch-Seehunds abgemahnt wurde (NJWE-WettbR 1996, S. 136), und hob dabei die Verpflichtung des abmahnenden Konkurrenten hervor, das zur Rede stehende Schutzrecht besonders sorgfältig zu prüfen:

„Bei einem nicht geprüften Schutzrecht wie dem Urheberrecht ist mit einem Nichtbestehen des Schutzes weit eher als bei einem geprüften zu rechnen.“

Mit anderen Worten: Bei dem Urheberrecht, bei dem es keine Registrierung und Überprüfung des Anspruchs gibt, liegt es nahe, unberechtigte Ansprüche zu erheben.
Allerdings wird eingewandt, dass die Relevanz einer Irreführung für den Wettbewerb im Einzelfall entfallen könnte. Dass der Käufer eines Buches mit einem eigentlich gemeinfreien Inhalt sich durch den Urheberrechtsvermerk davon abhalten lasse, nach einer anderen Ausgabe zu suchen, sei eher theoretisch. Auch sei zu berücksichtigen, dass eine „Irreführungsgefahr nur [bestehe], wenn der behauptete Schutz weder im Inland noch im Ausland ernsthaft in Betracht kommt“ denn auch wenn die Bearbeitung eines gemeinfreien Textes nach deutschem Recht nicht schutzfähig wäre, könne sie die Anforderungen eines Schutzes im Ausland, etwa den USA, erfüllen. Dann hätte der Verleger aber ein berechtigtes Interesse an einem Schutzrechtsvermerk, um seine ausländischen Rechte zu sichern, insbesondere die Beweiserleichterung nach US-Recht in Anspruch zu nehmen.

### Strafrecht
Wird jemand wider besseres Wissen einer Urheberrechtsverletzung beschuldigt, so liegt darin der Vorwurf einer Straftat. Die öffentliche Beschuldigung kann als falsche Verdächtigung nach § 164 StGB strafbar sein.
Das deutsche Urheberrechtsgesetz (UrhG) bietet hingegen keine Handhabe gegen ungedeckte Schutzrechtsanmaßungen.

## Copyfraud

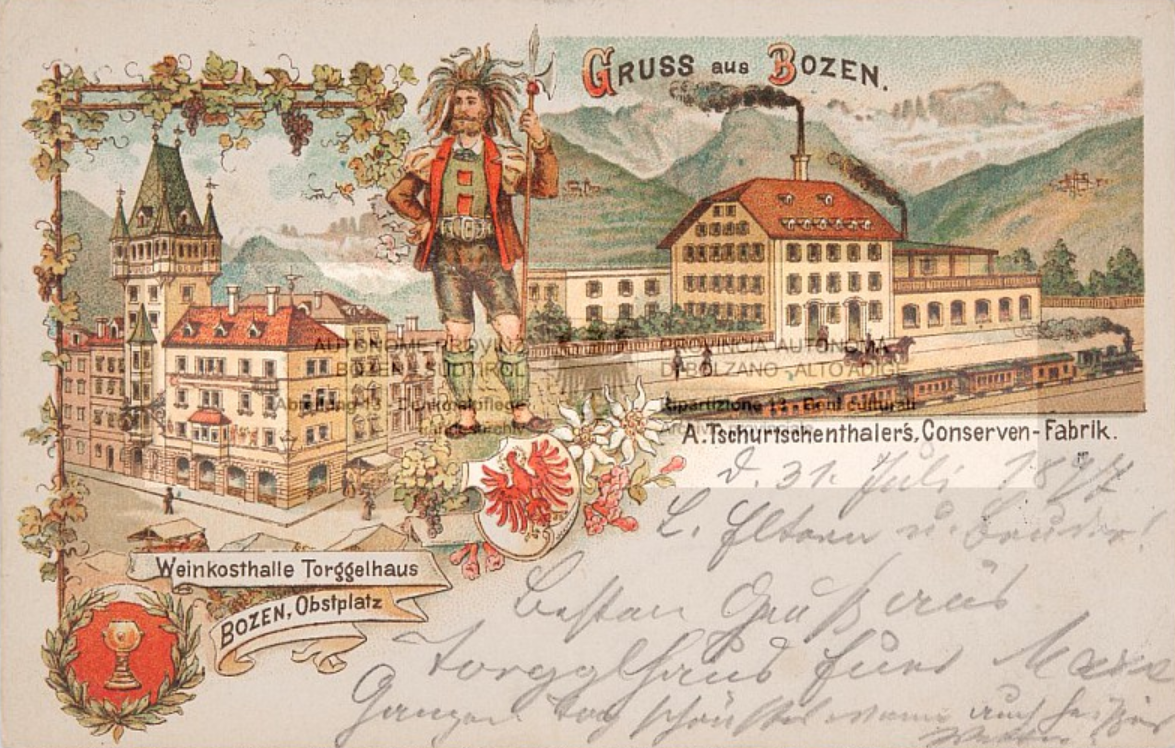
Copyfraud des Südtiroler Landesarchivs: Ansichtskarte von 1897 mit digitaler Rechteberühmung in Form eines Wasserzeichens

Der US-Jurist Jason Mazzone hat die vielfältigen Versuche, gemeinfreie Werke als dem Copyright unterliegend auszugeben, als Copyfraud (von engl. copy ‚Kopie‘; fraud ‚Betrug, Fälschung, Schwindel‘) bezeichnet und gefordert, das Ungleichgewicht bei der Verfolgung von Urheberrechtsverletzungen einerseits und unzulässiger Schutzrechtsberühmung andererseits zu beseitigen. Er wehrt sich zum einen gegen ungerechtfertigte Schutzrechtsberühmungen an Werken, die tatsächlich gemeinfrei bzw. in den USA in der Public Domain sind. Zum anderen geht es ihm darum, dass Rechteinhaber versuchen, die Schranken des Urheberrechts, insbesondere den Fair Use nach US-Copyright auszuhebeln. (Potenzielle) Nutzer sollen durch vertragliche Konstruktionen oder überschießende Erklärungen den Eindruck bekommen, sie dürften Werke nicht ohne Genehmigung des Rechteinhabers verwenden, auch wenn die konkrete Benutzung durch Schrankenbestimmungen erlaubt wird.
Mazzone macht drei Vorschläge, um die gesetzlich gezogenen Grenzen des Urheberrechts auch in der Rechtspraxis zu verteidigen: Er verlangt Haftungsregeln, in denen falsche Urheberrechtsvermerke zu Schadensersatz verpflichten; eine staatliche Regulierung der Schrankenbestimmungen, durch die Unsicherheiten beseitigt werden; sowie eine Reihe an Einzelanregungen, um die Reichweite der Gemeinfreiheit / Public Domain abzusichern.
Als Beispiel für Copyfraud im Bereich der Bildrechte kann etwa der Stempel auf einer Fotokopie eines gemeinfreien Archivales angesehen werden, der das Copyright (korrekt wäre im deutschsprachigen Bereich: das Urheberrecht) dem Archiv zuspricht. Das Archiv hat offensichtlich weder ein Immaterialgüterrecht an dem nicht mehr geschützten Dokument noch ein Leistungsschutzrecht gemäß § 72 UrhG, denn beim Fotokopieren entsteht – darin sind sich alle juristischen Kommentare einig – kein geschütztes Lichtbild.
Das Aushebeln der Schrankenbestimmungen zeigt sich daran, dass Buch- und Filmverlage zunehmend Werke von Filmemachern oder Autoren nur noch annehmen, wenn diese für alle Zitate im Werk eine Genehmigung vorlegen. Damit sichern sich die Verlage einerseits gegen Unsicherheiten und Zweifelsfälle ab, andererseits bekommen damit die Rechteinhaber der Vorlage den Zugriff auf nach Zitatrecht völlig legale Nutzungen und der Zitierende muss in der Regel Lizenzgebühren für das Zitat tragen, auf die rechtlich kein Anspruch besteht.

## Nachweise
1. ↑  LG Mannheim: Unterscheidung zwischen Abmahnung und bloßer Berechtigungsanfrage (Memento vom 27. Juli 2012 im Internet Archive) Landgericht Mannheim, 23. Februar 2007, Az. 7 O 276/06
2. ↑  Bundesgerichtshof, Entscheidung vom 15. Juli 2005, Az.: GSZ 1/04 (online, pdf)
3. ↑  Thomas Dreier, Gernot Schulze: Urheberrechtsgesetz. Urheberrechtswahrnehmungsgesetz, Kunsturhebergesetz. Kommentar. 2. Auflage. Beck, München 2006, ISBN 3-406-54195-X, § 13 Rdnr. 37.
4. ↑  Amtsgericht Schwäbisch Gmünd, Urteil vom 22. November 1995, Az.: 9 C 1263/95
5. 1 2  Hefermehl /Köhler / Bornkamm/ Bornkamm, UWG, § 5 Rn. 5.123.
6. ↑  Eichmann/v. Falckenstein, Eichmann: Geschmacksmustergesetz, 3. Aufl., München 2005, § 59 Rdr. 6
7. ↑  Jason Mazzone: Copyfraud. In: New York University Law Review. 81. Jahrgang, Nr. 3, 2006, ISSN 0028-7881, S. 1026–1100, (online).
8. ↑  Jason Mazzone: Copyfraud and Other Abuses of Intellectual Property Law. Stanford Law Books 2011, ISBN 978-0-8047-6006-5
9. ↑  Mazzone 2011, Kapitel 8
10. ↑  Mazzone 2011, Kapitel 9
11. ↑  Mazzone 2011, Kapitel 10